# Mario Zelinotti
Mario Zelinotti, noto anche con lo pseudonimo di Sonny Blanco (Marino, 19 dicembre 1942 – Rocca di Papa, 1º febbraio 2013), è stato un cantante italiano.

## Biografia
Inizia la carriera partecipando al Festival degli sconosciuti di Ariccia e in seguito viene contattato dalla casa discografica RCA Italiana, la quale, però, non gli fa pubblicare niente; passa allora alla Durium, con la quale inciderà quasi tutti i suoi successi. Dopo il discreto successo ottenuto nel 1964 con "Chiederò" (una cover di Little Town Flirt di Del Shannon con testo tradotto in italiano da Pino Cassia), partecipa a Un disco per l'estate nel 1965 con Lei dice; nello stesso anno recita nel musicarello Viale della Canzone, diretto da Tullio Piacentini. Partecipa poi al Cantagiro 1966 nel girone B con Quando un ragazzo si trova nei guai e, sempre nello stesso anno, al Festival delle Rose con Cammelli e scorpioni.
L'anno successivo si esibisce al Festival di Sanremo in abbinamento con Little Tony, piazzandosi al 12º posto con Cuore matto; partecipa al Cantagiro 1967 nel girone A con Tutti vogliono andare in cielo e con Piccola è in gara al Festival delle Rose 1967. Nel 1968 ritorna a Un disco per l'estate con Un colpo al cuore, canzone che presenta anche al Cantagiro 1968. In quello stesso anno appare, nella parte di un cantante, nella miniserie televisiva La donna di quadri, con il tenente Sheridan.
Ritorna a Sanremo nel 1969, nuovamente abbinato a Little Tony, e si classifica al 12º posto con Bada bambina.
L'anno successivo è in gara a Un disco per l'estate 1970 con Dove andranno le nuvole; torna alla stessa manifestazione nel 1971 con Tu cuore mio, dopodiché continua la carriera con esibizioni dal vivo e qualche altro 45 giri per qualche anno (con lo pseudonimo Sonny Blanco), fino al ritiro dall'attività.
Zelinotti muore il 1º febbraio 2013, a Rocca di Papa; aveva 70 anni.

## Discografia parziale

### 45 giri
- 1964: Chiederò/In un angolo della mia soffitta (Durium, CN A 9106)
- 1964: E dimmi di si/Riderò di te (Durium, CN A 9139)
- 1965: Lei dice/Ti pentirai (Durium, CN A 9151)
- 1965: Um um um/Neanche uno sguardo (Durium, CN A 9154)
- 1965: Tanti auguri/Così te ne vai (Durium, CN A 9180)
- 1966: Lei se n'è andata/Quando mi saluti (Durium, CN A 9190)
- 1966: Quando un ragazzo si trova nei guai/Io non voglio che te (Durium, CN A 9195)
- 1966: Cammelli e scorpioni/Luisa (Durium, CN A 9211)
- 1967: Cuore matto/Lungo la mia strada (Durium, CN A 9230)
- 1967: Tutti vogliono andare in cielo/Il conto torna (Durium, CN A 9247)
- 1967: Piccola/Chiacchiere (Durium, CN A 9255)
- 1967: Ohne liebe (Cuore matto)/Ich geh' durch die strassen (Durium, HT 300099 B)
- 1968: Una ragazza come te/Non basta il coraggio (Durium, CN A 9266)
- 1968: Un colpo al cuore/Parola magica (Durium, CN A 9272)
- 1969: Bada bambina/Cento fuochi (Durium, CN A 9294)
- 1970: Dove andranno le nuvole/Forte forte (Durium, CN A 9320)
- 1970: Sulemon/Ciao a te, eccone un'altra (Durium, CN A 9325)
- 1971: Tu cuore mio/Prigioniero (West Record, EG 179)
- 1974: Blueberry Wine/Union Queen (Catoca, CTA 7004; incisi come Sonny Blanco)
- 1974: Habble Bubble Man/Cindy Oh Cindy (Catoca, CTA 7010; incisi come Sonny Blanco)

### Raccolte
- 1977: Mario Zelinotti (Durium, BL 7137)

### Apparizioni
- 1965 Carnevale (durium, ms Pr. 77095) con Chiederò e Riderò di te
- 1965 Estate (durium, ms A 77100) con Lei dice e Um um um um
- 1966 Durium Club numero 1 (durium, ms A 77204) con Un colpo al cuore
- 1967 The Twelve Greatest Hits San Remo Festival 1967 (CBS, GL 10057) con Cuore matto come Mario
- 1969 Durium Club n. 2 (durium, ms A 77222) con Cento fuochi
- 1970 I pezzi caldi (durium, ms A 77255) con Dove andranno le nuvole
- 1975 Love Story (Compagnia Generale del Nastro Lugano, CGN 7509) con Tu cuore mio (8-Track Cartridge)
- 1983 Booms anni '60 (durium, LPS 40210) con Cammelli e scorpioni
- 1983 Profumo di mare (Start, LP. S 40.182) con Un colpo al cuore
- 1983 Raccolta di successi - vol. 2 (durium, 60008) con Il conto torna e Forte forte
- 1988 Bianca di luna (durium, 60012) con Piccola
- 1988 Dolce Vita 67 (durium, 60011) con Forte forte e Bada bambina
- 1991 Grandi successi (Music Box International, MBI 40452) con Cuore matto e Bada bambina e Il conto torna
- 1992 Ciao Italia (Polygram, 515 943-1) con Cuore matto
- 1992 Ciao! (Music Box International, CD115) con Cuore matto e Bada bambina e Il conto torna
- 1993 Red Ronnie presenta "Quei favolosi anni '60" (Fabbri Editori, QFAS 4) con Quando un ragazzo si trova nei guai
- 1993 Red Ronnie presenta "Quei favolosi anni '60" (Fabbri Editori, QFAS 71) con Un colpo al cuore
- 1993 Red Ronnie presenta "Quei favolosi anni '60" (Fabbri Editori, QFAS 64) con Cammelli e scorpioni
- 1994 Bella Italia (EMI, 243 8 31627 1 9) con Bada bambina
- 1994 Un mondo in Beat (RCA Italiana, 74321360432(2)) con Chiederò